# Сабанчино (Кіясовський район)
Саба́нчино (рос. Сабанчино, удм. Сабанчино) — присілок у складі Кіясовського району Удмуртії, Росія.
Населення — 68 осіб (2010; 74 у 2002).
Національний склад:
- росіяни — 81 %